# Johann von Kudriaffsky
Johann von Kudriaffsky (* 27. August 1782 in Wien; † 8. April 1840 ebenda) war ein österreichischer Ingenieur. Er war maßgeblich am Bau zahlreicher Wiener Brücken beteiligt.

## Leben
Johann von Kudriaffsky war Sohn eines Mitarbeiters der russischen Gesandtschaft in Wien. Kudriaffsky, der von 1799 bis 1804 an der Wiener Ingenieurakademie studierte, war an selbiger Akademie seit 1813 Professor für Festungs- und Zivilbau. Er wurde 1815 Hauptmann des Ingenieurskorps und wechselte 1817 in den Niederösterreichischen Zivildienst, wo er als Oberbaudirektor und Leiter des Wasser- und Brückenbaus tätig war. 
1817 heiratete Kudriaffsky die Kaufmannstochter Euphemia Wolf (1791–1835). Aus der Ehe ging ein Kind hervor, die Malerin und Schriftstellerin Euphemia von Kudriaffsky.
Von 1818 bis 1836 war Kudriaffsky als Lehrer am Wiener Polytechnischen Institut beschäftigt. Er starb am 8. April 1840 in Wien durch Selbstmord.
Im Jahr 1940 wurde in Wien-Donaustadt (22. Bezirk) die Kudriaffskygasse nach ihm benannt.

## Werk
Als Ingenieur ließ Johann von Kudriaffsky die Franzensbrücke wieder aufbauen, reparierte die Ferdinandsbrücke und 1824/1825 konstruierte er die Erdberger Kettenbrücke.